# Saab 35 Draken
Saab 35 Draken je vojni lovac kojeg je švedska tvrtka Saab proizvodila u razdoblju od 1955. do 1974. godine. Draken je izgrađen kako bi zamijenio Saab J 29 Tunnan, a kasnije i Saab 32 Lansen. Riječ je o učinkovitom lovcu iz vremena hladnog rata, koji osim što je "naoružavao" Švedske zračne snage, bio i uspješan izvozni proizvod.
Draken na švedskom jeziku znači zmaj.

## Dizajn i razvoj
Kada je započela era mlaznih zrakoplova, Švedska je predvidjela potrebu za lovcem koji bi mogao na visokoj nadmorskoj visini presretati bombardere te uspješno obavljati ulogu lovca. Iako su drugi lovci presretači, poput američkog F-104 Starfightera razvijeni u istom razdoblju, Saab je razvio model Draken koji je preuzeo ulogu borbenog lovca u švedskim zračnim snagama. Među ostalim zahtjevima, tražile su se zahtjevne sposobnosti da avion može sletjeti na armirane javne ceste koje bi se u ratno vrijeme koristile kao zračne baze. Među zahtjevima bio je i onaj da se avion može puniti gorivom tijekom leta u ne više od 10 minuta, koliko bi trebalo biti potrebno početnicima s minimalnom podukom.
U rujnu 1949. Švedska obrambeno-materijalna administracija izdala je zahtjev za avionom lovcem/presretačem, te je tvrtka Saab iste godine počela raditi na Drakenu. Avion je razvijen na predlošku prototipa Saab 210. U konačnici, razvijen je Draken koji je imao krilo dvostruke delta konfiguracije. Unutarnje delta krilo (uz trup zrakoplova) postavljeno je pod kutom od 80° i davalo je dobre aerodinamičke osobine pri velikim brzinama dok je vanjsko delta krilo postavljeno pod kutom od 60°  stupnjeva i davalo je dobre osobine pri malim brzinama. 
Avion pogoni jedan Volvo Flygmotor RM 6C turbomlazni motor s naknadnim izgaranjem. Riječ je o motoru koji je u Švedskoj proizveden na temelju licence za britanski Rolls-Royce Avon, preciznije modele Avon 200 i 300.
Ram turbine koje se nalaze ispod nosa omogućuju snagu u slučajevima opasnosti, a motor u tim slučajevima ima ugrađen sustav za ponovno pokretanje. Za smanjivanje dužine slijetanja ugrađen je padobran.
Sam dizajn dvostrukog delta krila bio je toliko revolucionaran u ono vrijeme, da je avion pri testiranjima u Švedskoj ostvarivao visoke ocjene. Prototip Saab 210, neslužbeno prozvan "Lilldraken" (hrv. mali zmaj), na kojem su razvijena prva dvostruka delta krila, prvi puta je testiran 21. siječnja 1952. Testiranja su polučila odlične rezultate, pa je zatražena izrada tri nova prototipa. Prvi prototip, bez motora s naknadnim izgaranjem, izveo je pokusni let 25. listopada 1955. Drugi prototip, koji je imao motor s naknadnim izgaranjem, neočekivano je probio zvučni zid pri svom prvom letu, prilikom penjanja.

## Operativna povijest
Iako nije dizajniran kao lovac za bliske borbe, Saab Draken je dokazao da ima veliku sposobnost te može poslužiti kao dobar lovac. U službu švedskog ratnog zrakoplovstva ušao je 1960. Ukupno je proizvedeno i isporučeno 644 Saab 35 Draken lovaca, ne samo za potrebe Švedske, nego i drugih europskih zemalja. Švedska je koristila šest različitih modela, dok su dva modela namijenjena izvozu. Prvotni modeli bili su namijenjeni protu-zračnoj obrani.
Posljednji izgrađeni model, inačica J 35F namijenjena je Švedskoj. Ti zrakoplovi prizemljeni su tijekom 1990-ih te su zamijenjeni sa Saab 39 Gripen lovcima.
Dizajn J 35 Draken imao je nekoliko nadogradnji. Zadnja verzija J 35J s kraja 1980-ih, u Švedskoj je u potpunosti zamijenjena sa Saab 37 Viggen. Izvorno, lovac je trebao biti zamijenjen sa Saab 39 Gripenom, međutim, jer je lovac bio u fazi razvoja, te je njegova izrada kasnila, Viggen je uveden kao privremeno rješenje.
Prema planu proširenja, odlučeno je da se Draken koristi i tokom 2000-ih godina, ali zbog visokih troškova održavanja, taj plan je odbačen. U švedskim zračnim snagama, Draken je prizemljen u prosincu 1998., iako se u ograničenoj količini koristio jedan broj aviona za vojne i civilne svrhe.
Svi Draken lovci-presretači imali su ograničene mogućnosti pri napadu ciljeva na tlu, no izuzetak su bili danski Drakeni, koji su nosili AGM-12 Bullpup projektile te povećane unutarnje i vanjske spremnike goriva. Zbog toga su danski Drakeni bili najteži od svih proizvedenih. Danska je prva povukla Saab 35 Draken lovce iz uporabe, 1993. godine.
Finska je koristila nadograđene 35XS lovce s poboljšanom elektronikom, zaslonskim pokazivačima u pilotskoj kabini, sustavom za navigaciju i napad, te elektronskim protumjerama, tijekom 1990-ih. Finska je svoje lovce povukla 2000. godine.
Osim Danske i Finske kao izvoznih kupaca, Austrija je 1985. kupila 24 J 35D lovca koji su nadograđeni na J 35Ö standard.
Austrija je posljednja zemlja koja je u svojim zračnim snagama koristila Draken. Kupila je nadograđene modele J 35D s dva unutarnja topa. Naime, zbog austrijskog državnog ugovora iz 1955.,  zabranjena je mogućnost da lovac može prenositi zrak-zrak rakete. To ograničenje je odbačeno 1993. Naime, došlo je do povrede austrijskog zračnog prostora na njihovoj južnoj granici, tijekom rata u Jugoslaviji. Austrija je tada za potrebe naoružanja Saab 35 Draken lovaca, kupila AIM-9 Sidewinder projektile. Austrija je svoje avione prizemljila posljednja, 2005. godine. Avione su privremeno zamijenili Northrop F-5 lovci koji su kupljeni od Švicarske, dok je u konačnici uveden Eurofighter Typhoon.
U SAD-u, Nacionalna škola za obuku pilota posjeduje šest Saab Draken lovaca koji su nekad bili u sastavu Kraljevskih danskih zračnih snaga. Škola ukupno koristi dva TF-35XD i jedan RF-35XD koji se koriste u svemirskoj bazi koja je smještena u pustinji Mohave. Danas su Sjedinjene Države jedini, ali civilni korisnik Saab 35 Draken lovaca.

## Inačice

### Prototip
- Saab 210 Draken

Poznat i kao Lilldraken, ovo je bio prototip i eksperimentalni model. Imao je dva delta krila. Nije bio sličan kasnijim proizvodnim Drakem inačicama, ali je bio važan za daljnji razvoj i unaprjeđenje Drakena.

### Pune verzije Drakena
- J 35A

Borbena verzija, koja je proizvedena u ukupno 90 primjeraka. J 35A dostavljao se u razdoblju od 1959. do 1961. Nakon 66. proizvedenog primjerka, repni dio aviona je produljen te je postavljena nova komora s naknadnim izgaranjem. Ovisno o duljini repa, ovi avioni imali su nadimke - Adam kort (hrv. kratki Adam) i Adam lång (dugi Adam).
- J 35B

Borbena verzija koja je građena i isporučivana između 1962. i 1963., s ukupnom proizvodnjom od 73 primjerka. Ova inačica ima poboljšani radar i ciljnike za oružje, te je integriran sa švedskim STRIL 60 sustavom. Riječ je o sustavu za borbeno navođenje i davanje smjernica te sustavu zračnog nadzora.
- SK 35C

Izrađeno je 25 inačica ovog zrakoplova s obnovljenim kratkim repnim dijelom u školskim dvosjedima. Među manje izmjene je ona da se ovaj model može natrag "pretvoriti" u J 35A. Školske varijante nisu naoružane.
- J 35D

Borbena verzija, koja se gradila i isporučivala između 1963. i 1964. godine. Izrađeno je 120 ovih modela. Avion ima noviji i mnogo moćniji Rolls-Royce Avon 300 (RM 6C) motor koji može stvoriti 77,3 kN potiska pri naknadnom izgaranju. To je ujedno i najbrža Drakenova inačica, sposobna da dođe do ubrzanja čak i bez goriva. Također, to je bila i posljednja Draken inačica koja je koristila dva topa.
- S 35E

Izviđačka verzija koja je proizvedena u ukupno 60 komada. S aviona su uklonjeni radar i naoružanje, dok je avion opremljen s nekoliko kamera. Iako je avion bio nenaoružan, imao je ugrađen čitav sustav protumjera čime je produženo njegovo "vrijeme opstanka" u neprijateljskom teritoriju. Sveukupno je izgrađeno 28 ovih zrakoplova.
- J 35F

Borbena verzija koja je u razdoblju od 1965. do 1972. proizvedena u 230 primjeraka. Ova inačica ima poboljšanu elektroniku i avioniku, npr. integrirani radar i raketni sustav. Glavno naoružanje ovog aviona bile su IR i SARH inačice projektila Hughes Falcon koji je izvorno namijenjen za Drakenov J 35D model. Od dva topa na avionu, jedan je uklonjen kako bi se dobilo više mjesta za avioniku.
Model J 35F2 je zapravo Draken J 35F kojeg je proizvodila tvrtka Hughes Aircraft Company. Avion je imao N71 infracrveni senzor. Ta promjena rađena je na proizvodnoj liniji ovih inačica od letjelice pod rednim brojem 35501 pa do posljednjeg izgrađenog J 35F.
- J 35J

1985. godine, švedska Vlada je odlučila modificirati 54 J 35F modela na J 35J standard. 1987. naručena je modifikacija još 12 J 35F zrakoplova. Između 1987. i 1991. godine, unaprijeđeni zrakoplovi dobili su duži životni vijek, mnogo moderniju elektroniku, modernizirani top, veći kapacitet goriva, te dva dodatna "sidewinder" stupova ispod usisnika zraka.
Posljednji J 35J zadnji puta je letjela za potrebe zračnih snaga 1999. godine.
- Saab 35H

Ovo je trebala biti izvozna inačica za švicarske zračne snage, međutim došlo je do raskida ugovora, te niti jedan primjerak ovog aviona nije prodan.
- Saab 35XD

Izvozna verzija namijenjena Danskoj, proizvedena je u tri različite pod-inačice, i to:
- - F-35 - lovac jednosjed
  - TF-35 - dvosjed trener
  - RF-35 - izviđački model.
- Saab 35XS

Lovac namijenjen finskim zračnim snagama. Gradila ga je tvrtka Saab, a kasnije finska tvrtka Valmet u Finskoj, na temelju licence.
- Saab 35BS

Korištena J 35B inačica koja je prodana Finskoj.
- Saab 35FS

Korištena J 35F1 inačica koja je prodana Finskoj.
- Saab 35CS

Korištena SK 35C inačica koja je prodana Finskoj.
- Saab 35Ö

Sredinom 1980-ih, tvrtki Saab je iz Švedskog ratnog zrakoplovstva dostavljeno 24 J 35D lovaca. Avioni su prerađeni u J 35Ö standard (u eng. J 35OE). Ti avioni kasnije su izvezeni u Austriju.

### Predložene modifikacije
Prije nego što je krajem 1970-ih predložen početak razvoja JAS 39 Gripen, provedeno je opsežno istraživanje AJ 35 kako bi se mogle napraviti modifikacije za preostale S 35E i J 35F modele. Glavni cilj bio je da Draken "dobije" poboljšane sposobnosti lovca, dok se ne uvede i ne zamijeni ga AJ 37 Viggen.
- 35 MOD razina 4

Riječ je o najambicioznijoj modifikaciji u programu nadogradnje AJ 35 modela. Predložene modifikacije su obuhvaćale: nova vanjska krila, dodatno oružje, RBS 15 sposobnosti, kanard krila koja bi poboljšala pokretljivost te maksimalnu težinu uzlijetanja povećala na 15.000 kg.
- 35 MOD razina 1b

Radi se o poboljšanom J 35J modelu.

## Korisnici
- Austrija: austrijske zračne snage koristile su 24 Drakena unutar druge zračne regimente i to Staffel 1 i Staffel 2.
- Danska: Kraljevske danske zračne snage koristile su 51, i to 725. i 729. eskadron.
- Finska: finske zračne snage su koristile 50 Drakena i to 11. i 21. ratni eskadron.
- SAD: šest ovih aviona u SAD-u koristi Nacionalna škola za obuku pilota.
- Švedska: Kraljevske švedske zračne snage bile su primarni korisnik Saab 35 Draken lovaca. Ovi lovci koristili su se unutar sljedećih zračnih postrojbi:
  - F 1 Hässlö
  - F 3 Malmslätt
  - F 4 Frösön
  - F 10 Ängelholm
  - F 11 Nyköping
  - F 12 Kalmar
  - F 13 Norrköping
  - F 16 Uppsala
  - F 17 Kallinge
  - F 18 Tullinge
  - F 21 Luleå

## Vidjeti također
Povezani avioni
- Saab 210

Usporedivi avioni
- F-102 Delta Dagger
- F-106 Delta Dart
- MiG-21

## Tehničke karakteristike (J 35F Draken)
Izvori podataka: The Great Book of Fighters 
Osnovne karakteristike
- posada: 1
- dužina: 15,34 m
- raspon krila: 9,42 m
- površina krila: 49,22 m²
- visina: 3,89 m

Letne karakteristike
- najveća brzina: +2 Macha (2.120 km/h; 1.317 mph)
- dolet: 3.250 KM
- brzina penjanja: 175 m/sek.
- najveća visina leta: 20.000 m
- specifično opterećenje krila: 231,6 kg/m²
- motor: 1× Volvo Flygmotor RM 6C

Naoružanje
- naoružanje: 
* 1 × 30 mm M-55 ADEN top sa 100 metaka (prijašnji modeli: 2 × 30 mm M-55 ADEN topa s 90 metaka po topu)
* 4 utora za prenošenje odbacivih spremnika s gorivom ili za zrak-zrak projektile
* Rb 24, Rb 27 i Rb 28 zrak-zrak projektili
* 2 × 75 mm zrak-zrak rakete koje mogu biti nošene umjesto dva spremnika goriva ili projektila
* 12 × 135mm raketa koje se montiraju na šest utora, umjesto projektila ili spremnika goriva
* bombe od 55, 220, 500, i 1.000 funti
*max. nosivost naoružanja: 2.900 kg

## Vanjske poveznice
- Informacije o Saab 35 Draken
- Saab Draken  Arhivirana inačica izvorne stranice od 27. srpnja 2010. (Wayback Machine)
- Saab 35 Draken
- Saab J35 Draken
- Saab J 35 Oe Draken Mk.II